# لوییس آرتورو گونزالس لوپز
لوییس آرتورو گونزالس لوپز (انگلیسی: Luis Arturo González López؛ ۲۱ دسامبر ۱۹۰۰ – ۱۱ نوامبر ۱۹۶۵) سیاستمدار، و قاضی اهل گواتمالا بود. وی از ۲۶ ژوئیه ۱۹۵۷ تا ۲۴ اکتبر ۱۹۵۷ رئیس‌جمهور این کشور بود.
لوییس آرتورو گونزالس لوپز در ۱۱ نوامبر ۱۹۶۵، در سن ۶۴ سالگی درگذشت.